# Mis 40 en Bellas Artes
Mis 40 en Bellas Artes es un álbum en vivo grabado el 31 de agosto de 2013 en el Palacio de Bellas Artes, México, y lanzado por Juan Gabriel el 6 de mayo de 2014. El trabajo discográfico incluye 2 CD y un DVD. El concierto fue grabado íntegramente en 4K transformando así a Juan Gabriel como el primer artista latino en grabar en dicho formato, se utilizaron 185 micrófonos, 172 canales simultáneos de audio y 15 cámaras.
Mis 40 en Bellas Artes estuvo por más de 30 semanas en el #1 de ventas de Billboard, iTunes y Spotify. El álbum vendió más de 5 millones de copias certificadas.
En 2016 consiguió otro récord, junto a los nuevos álbumes de duetos de Juan Gabriel Los Dúo y Los Dúo 2, comenzaron la primera semana de enero en los 3 primeros puestos de álbumes más vendidos en Estados Unidos poniendo así a Juan Gabriel como el único artista vivo en lograr dicho récord, anteriormente había sido la cantante Jenni Rivera días posteriores a su muerte.

### Controversia
En 2013, con motivo de la celebración de los 40 años de carrera del Divo de Juárez, los gobernadores de Michoacán y de Chihuahua, Jesús Reyna y César Duarte, ofrecieron a Juan Gabriel un concierto privado en el Palacio de Bellas Artes.
Asimismo, para este evento se dijo que Juan Gabriel no cobraría y que los gastos de traslado del artista correrían a cargo de los gobiernos de Chihuahua y Michoacán como parte del homenaje. El grupo "Radiofórmula" informó que el gobierno de la Ciudad de México facilito el Palacio de Bellas Artes para la conmemoración del evento, el cual, sigue siendo criticado en redes sociales por las interpretaciones y tintes políticos que hay alrededor.https://www.quien.com/espectaculos/2013/08/31/juan-gabriel-celebra-40-anos-de-trayectoria-en-bellas-artes
Este evento se volvió controversial, por lo que Silvia Urdiqui, representante de Juan Gabriel especulo, "Lo compraron, es un evento privado que lo compraron el Estado de Chihuahua y Michoacán, está contratado (...) él viene cobrando”.

## Lista de canciones[1]

### Disco 1
Todas las canciones escritas y compuestas por Juan Gabriel. 
| N.º | Título                        | Duración |  |
| 1.  | «Obertura Parácuaro»          | 2:57     |  |
| 2.  | «Mi Pueblito»                 | 4:13     |  |
| 3.  | «Querida»                     | 5:31     |  |
| 4.  | «Me Nace del Corazón»         | 1:46     |  |
| 5.  | «Caray»                       | 1:39     |  |
| 6.  | «Esta Noche Voy a Verla»      | 2:41     |  |
| 7.  | «Juntos»                      | 3:00     |  |
| 8.  | «Me Gustas Mucho»             | 3:41     |  |
| 9.  | «Amor de un Rato»             | 3:08     |  |
| 10. | «La Diferencia»               | 3:37     |  |
| 11. | «No Discutamos»               | 2:18     |  |
| 12. | «Tú a Mí No Me Hundes»        | 3:38     |  |
| 13. | «Con Todo y Mi Tristeza»      | 3:16     |  |
| 14. | «Rondinella»                  | 4:55     |  |
| 15. | «María José»                  | 3:40     |  |
| 16. | «Del Olvido al No Me Acuerdo» | 4:17     |  |
| 17. | «Insensible»                  | 4:57     |  |
| 18. | «Tus Ojos Mexicanos Lindos»   | 4:18     |  |
| 19. | «Siempre en Mi Mente»         | 4:31     |  |

### Disco 2
Todas las canciones escritas y compuestas por Juan Gabriel. 
| N.º | Título                                  | Duración |  |
| 1.  | «Cuando Quieras Déjame»                 | 4:26     |  |
| 2.  | «Luna»                                  | 5:23     |  |
| 3.  | «He Venido a Pedirte Perdón»            | 4:36     |  |
| 4.  | «Abrázame Muy Fuerte»                   | 6:18     |  |
| 5.  | «Vienes o Voy»                          | 7:57     |  |
| 6.  | «Así Fue» (performed by Isabel Pantoja) | 9:10     |  |
| 7.  | «Déjame Vivir»                          | 3:39     |  |
| 8.  | «¿Por Qué Me Haces Llorar?»             | 3:22     |  |
| 9.  | «Que No Diera Yo»                       | 4:55     |  |
| 10. | «El Noa Noa»                            | 7:17     |  |